# Daniela Silverio
Daniela Silverio (...) è un'attrice italiana.

## Biografia
Inizia la sua carriera di attrice nel 1973 nel film Le Amazzoni - Donne d'amore e di guerra, diretto da Alfonso Brescia. Per il teatro ha recitato nell'opera di grande spessore Scarface, insieme a Victor Cavallo, con cui girò l'Italia negli anni settanta.
Nel 1982 è la protagonista del lungometraggio Identificazione di una donna di Michelangelo Antonioni. Nel 1987 è la protagonista del film Didone non è morta diretto da Lina Mangiacapre.
Nel 2002 ha diretto il documentario Tre Giorni Intorno al Sacro Kailash.

## Filmografia

### Cinema
- Le Amazzoni - Donne d'amore e di guerra, regia di Alfonso Brescia (1973)
- L'ultima donna (La Dernière femme), regia di Marco Ferreri (1975)
- Identificazione di una donna, regia di Michelangelo Antonioni (1982)
- Folie suisse, regia di Christine Lipinska (1985)
- Oriana, regia di Fina Torres (1986)
- Où que tu sois, regia di Alain Bergala (1987)
- Didone non è morta, regia di Lina Mangiacapre (1987)
- Vertigem, regia di Leandro Ferreira (1992)

### Cortometraggi
- Ein friedliches Paar, regia di Ursula West (1983)
- Frantumi, regia di Werther Germondari (1996)
- Polaroids, regia di Hakim Zejjari (1998)

### Televisione
- Amleto di Carmelo Bene (da Shakespeare a Laforgue) (1978) – film TV
- George Sand (1981) – miniserie TV
- Riccardo III (da Shakespeare) secondo Carmelo Bene (1981) – film TV
- Le rapt (1984) – film TV
- Il diavolo sulle colline , regia di Vittorio Cottafavi (1985) – film TV
- Angelina (1988) – film TV